# 愛甲兼達

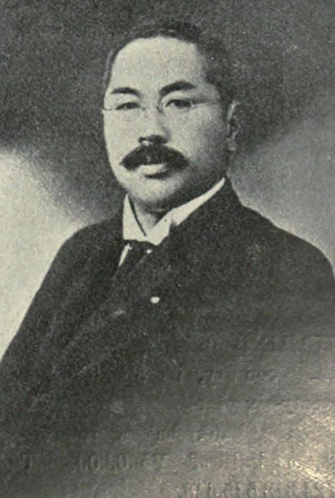
愛甲兼達

愛甲 兼達（あいこう かねさと、1863年1月8日（文久2年11月19日） - 1928年（昭和3年）10月17日）は、明治から大正の実業家。

## 経歴
薩摩藩士津曲伝助の長男として鹿児島加治屋町に生まれ、のち愛甲家の養子となる。鹿児島銀行の前身である勤倹貯蓄銀行や鹿児島電気軌道、日本水電などの取締役のほかに十五銀行の頭取を歴任した。

## 親族
- 養子：愛甲勇吉（薩摩藩士・山本盛正の弟、テイの夫、東京地下鉄道取締役などを歴任）[3]
- 養子：愛甲テイ（薩摩藩士・樺山正長の娘、勇吉の妻）[3]